# ОШ „Братство” Звонце
ОШ „Братство” је основна школа у селу Звонце, у општини Бабушница. Основана је 1860. године.

## Историјат
Први учитељ школе био је Миленко Стојанов и учио је децу приватно, а накнаду је примао делом у новцу, делом у натури. 
Школске 1941/1942. године отворена је Прогимназија (нижа гимназија са три разреда) чији је учитељски кадар био из Бугарске. Педесетих година школа је прерасла у јединствену осмогодишњу. 
Први назив школе потиче из периода после ослобођења од Турака Османлија, а то је „Христо Ботев”. После Првог светског рата школа губи име све до 1941. године. Са поновним доласком бугарске власти школи се враћа назив „Христо Ботев”, под којим ради све до 1948. године. Тадашње власти наређују да се школа преименује у „Основна школа Звонце” и тај назив остаје до 1960. године, када школа мења своје име у „Братство”.

## Школа данас
Данас школа броји само 10 ученика, у првом, трећем и осмом разреду по један, у четвртом и петом по два и у седмом по три. Настава се одвија на српском језику, а од страних језика се изучавају енглески и руски.